# Włodzimierz Wałęza
Włodzimierz Wałęza (ur. 13 lipca 1953 w Warszawie) – polski dendrolog, nauczyciel akademicki na Wydziale Ogrodnictwa, Biotechnologii i Architektury Krajobrazu w Katedrze Ochrony Środowiska Szkoły Głównej Gospodarstwa Wiejskiego w Warszawie, harcmistrz Szczepu 234 Warszawskich Drużyn Harcerskich i Zuchowych im. gen. J. Dąbrowskiego.

## Życiorys
- od 1972 Instruktor Związku Harcerstwa Polskiego.
- 1973 Absolwent Technikum Terenów Zieleni w Warszawie - obecnie Zespół Szkół nr 39 w Warszawie.
- od 1979 Harcmistrz.
- Nauczyciel akademicki Wydział Ogrodnictwa, Biotechnologii i Architektury Krajobrazu Szkoły Głównej Gospodarstwa Wiejskiego w Warszawie.
- od 1998 w Hufcu ZHP Warszawa Ursynów[1].

## Harcerstwo
W latach 1976–1978 Komendant Kręgu Starszoharcerskiego Hufca oraz z-ca kom. Hufca ds. kształcenia, komendant Szkoły Instruktorskiej "Agricola". W latach 1991–93 Komendant Hufca Mokotów a następnie w latach 1993–1996 Komendant Zespołu Harcerzy GK ZHP. Pełnił funkcje drużynowego, komendanta Szczepu 234 WDH im. Jarosława Dąbrowskiego, komendanta Kręgu Instruktorskiego przy Szczepie. Członek Komisji Stopni Instruktorskich Hufca Mokotów, przewodniczący Rady Hufca, przewodniczący Sądu Harcerskiego Hufca, członek Rady Chorągwi Stołecznej ZHP. Od 1998 Przewodniczący Komisji Stopni Instruktorskich Hufca Warszawa Ursynów, Przewodniczącego Komisji Rewizyjnej. Od 1998 członek i wiceprzewodniczący Komisji Stopni Instruktorskich Chorągwi Stołecznej.

## Publikacje
- Ogrodnictwo w tabelach praca zbiorowa /pod red. Nory Krusze/ współautor, Państwowe Wydawnictwo Rolnicze i Leśne ISBN 83-09-00755-8, Warszawa 1984.
- Żywopłoty Państwowe Wydawnictwo Rolnicze i Leśne, ISBN 83-09-01721-9, Warszawa 2002.
- Żywopłoty i rzeźby roślinne Wydawnictwo "Działkowiec" ISBN 83-918529-2-X, Warszawa 2004.